# Њижни Орлик
Њижни Орлик (слч. Nižný Orlík) насељено је мјесто са административним статусом сеоске општине (слч. obec) у округу Свидњик, у Прешовском крају, Словачка Република.

## Становништво
| Година:    | 1994. | 2004.   | 2014.    | 2024.   |
| ---------- | ----- | ------- | -------- | ------- |
| Број људи: | 262   | 257     | 309      | 334     |
| Разлика:   |       | -1,90 % | +20,23 % | +8,09 % |

| Година:    | 2023. | 2024.   |
| ---------- | ----- | ------- |
| Број људи: | 318   | 334     |
| Разлика:   |       | +5,03 % |

Према подацима о броју становника из 2024. године насеље је имало 334 становника.